# 모멘트 (프로게이머)
모멘트(본명: 김지환, 1993년 12월 19일 ~ )는 대한민국의 전직 리그 오브 레전드 프로게이머이다. 현재 프로게임단 지도자로 활동하고 있다. 선수 시절 아이디는 Moment이며 포지션은 AD 캐리였다. 2017년 5월 4일에 리버스 게이밍에 입단하면서 프로 커리어를 시작했다.

## 지도자 생활
2017년 12월, 리버스 게이밍의 구단주 겸 감독으로 부임했다. 2018 스프링 시즌 팀의 챌린저스 승격에 기여했다.
2019시즌을 앞두고 진에어 그린윙스의 코치로 부임했다.
2020시즌을 앞두고 T1의 코치로 부임했다. 2021년 7월에는 2군팀의 코치로 샌드다운되었다. 이후 양대인 감독과 제파 코치가 경질됨에 따라 1군 코치로 다시 콜업되었다. 2022 시즌 종료 이후 코치직에서 물러났다.

## 수상 내역

### 지도자
- 2020 리그 오브 레전드 챔피언스 코리아 스프링 우승
- 2021 리그 오브 레전드 챔피언스 코리아 서머 준우승
- 2022 리그 오브 레전드 챔피언스 코리아 스프링 우승
- 미드 시즌 인비테이셔널 2022 준우승
- 2022 리그 오브 레전드 챔피언스 코리아 서머 준우승
- 리그 오브 레전드 월드 챔피언십 2022 준우승